# Pieleus irregularis
Pieleus irregularis là một loài bọ cánh cứng trong họ Cleridae. Loài này được Pic mô tả khoa học năm 1940.